# Jozef Krula
Jozef Krula (1955  –) cseh nemzetközi labdarúgó-játékvezető.

## Pályafutása

### Nemzeti játékvezetés
1993-ban lett az I. Liga játékvezetője. Az aktív nemzeti játékvezetéstől 1999-ben vonult vissza.

### Nemzetközi játékvezetés
A Cseh labdarúgó-szövetség Játékvezető Bizottsága (JB) terjesztette fel nemzetközi játékvezetőnek, a Nemzetközi Labdarúgó-szövetség (FIFA) 1996-tól tartotta nyilván bírói keretében. Több nemzetek közötti válogatott és klubmérkőzést vezetett. Az aktív nemzetközi játékvezetéstől 1997-ben búcsúzott. Válogatott mérkőzéseinek száma: 1.

## Statisztika

### Nemzetközi válogatott mérkőzése
| #  | Dátum               | Helyszín | Hazai         | Eredmény | Vendég       | Kiírás     | Gólok | Esemény |
| -- | ------------------- | -------- | ------------- | -------- | ------------ | ---------- | ----- | ------- |
| 1. | 1997. szeptember 6. | Varsó    | Lengyelország | 1 – 0    | Magyarország | barátságos | -     |         |
|    | Összesen            |          |               | 1        | mérkőzés     |            |       |         |